# Hans Paeschke
Pour les articles homonymes, voir Paeschke.
Hans Karl Hermann Paeschke, né le 30 septembre 1911 à Berlin et mort le 5 octobre 1991 à Munich, est un journaliste allemand.

## Biographie
Hans Karl Hermann Paeschke naît le 30 septembre 1911 à Berlin.
Il étudie la théorie du droit à Berlin, Genève et à Paris de 1930 à 1936 ; il étudie également la philosophie et la littérature. Entre 1932 et 1934, il est secrétaire de la Société franco-allemande ; il se vante de ses contacts avec Paul Valéry et André Gide. À partir de 1936, il publie des critiques cinématographiques et littéraires ainsi que des essais, notamment dans l'hebdomadaire Deutsche Zukunft de Fritz Klein. De 1939 à 1944, il est rédacteur en chef du magazine Die Neue Rundschau publié par Peter Suhrkamp. Paeschke a des liens avec la résistance allemande au nazisme.
En 1946/1947, Paeschke, en collaboration avec l'ancien leader culturel nazi parisien Gerhard Heller, publie le magazine Lancelot. Le messager de France. Le magazine comprend une maison d'édition du même nom basée à Neuwied, où Paeschke, en tant que traducteur, publie en 1949 une brochure intitulée Descartes 1649 - Aragon 1946. La naissance de la paix. À partir de 1947, il est membre du présidium du Südwestdeutscher Kulturring. En 1947, il fonde avec Joachim Moras la revue Merkur au siège de l'administration militaire de la zone française à Baden-Baden, qu'il dirige en tant que rédacteur en chef jusqu'en 1978. 

### Famille
Paeschke est marié à Taissia Alexandrowna, baronne von Falz-Fein à partir de 1946 (1911 Nice - 1988 Munich).

## Publications
- Rudolf Kassner, Neske, Pfullingen 1963.
- Hrsg. mit Joachim Moras, unter Mitwirkung v. Wolfgang v. Einsiedel: Deutscher Geist zwischen gestern und morgen. Bilanz der kulturellen Entwicklung seit 1945, Deutsche Verlags-Anstalt, Stuttgart 1954.
- Übers.: Die Geburt des Friedens: Descartes 1649 – Aragon 1946, Lancelot-Verlag, Neuwied 1949.

## Récompenses
- Prix honorifique de l'Académie bavaroise des beaux-arts (1970)
- Croix fédérale du Mérite (1973)
- Médaille Theodor-Heuss (1978)
- Membre de l'Académie allemande pour la langue et la littérature (1976)